# Stiphidion
Stiphidion is een geslacht van spinnen uit de  familie van de Stiphidiidae.

## Soorten
- Stiphidion adornatum Davies, 1988
- Stiphidion diminutum Davies, 1988
- Stiphidion facetum Simon, 1902
- Stiphidion raveni Davies, 1988